# Bergbahnen am Orange Mountain

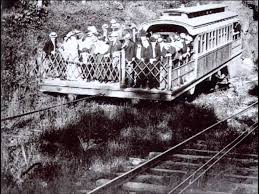
Standseilbahn

Die Bergbahnen am Orange Mountain waren ein Standseilbahn- und zwei Straßenbahnbetriebe in West Orange im US-Bundesstaat New Jersey. Die drei Bahnen existierten nacheinander von 1892 bis 1914.

## Standseilbahn
Der Orange Mountain ist eine Erhebung in der Gemeinde West Orange, südwestlich der Stadt Orange. Bis in die 1880er Jahre war das großflächige Gipfelplateau des Bergs unbesiedelt, lediglich der östliche Hang wies Bebauung auf. Um dies zu ändern, gründeten drei ortsansässige Unternehmer 1887 die Orange Mountain Land Company, die das Land auf dem Gipfel erwarb, und dort eine Wohnsiedlung baute. Zur Anbindung beschlossen die Unternehmer, eine Standseilbahn zu bauen, die auch Straßenfahrzeuge transportieren konnte. Die geradlinige Trasse am Osthang des Berges wurde 1888 abgesteckt und eingeebnet. Sie begann an der Valley Road in West Orange, zwischen den Kreuzungen mit der Nassau Street und der Union Street. Auf dem unteren Teil der Trasse befindet sich heute die Wheatland Avenue. Die Trasse verlief bis zur Bergstation, wo sich heute das Gelände des Rock Spring Clubs befindet. Kurz vor der Bergstation bog die Strecke in südwestliche Richtung ab. Nachdem die Gesellschaft in Finanznot geraten war, wurde sie am 4. September 1891 aufgespalten und der Bahnbetrieb als Orange Mountain Cable Company ausgegliedert. Die Landgesellschaft wurde gleichzeitig in Orange Heights Land Company umbenannt. Präsident der Bahn wurde George Spottiswoode. Die Gesellschaft stellte den Bau fertig und eröffnete die zwei Kilometer lange Strecke im Sommer 1892.
Die Strecke war zweigleisig und besaß in der Mitte der Strecke an der Gregory Avenue eine Zwischenstation. Die beiden eingesetzten Wagen (Nr. 1 und 2) stellten gegenseitig das Gegengewicht dar und waren fest mit dem Seil verbunden. Das Seil wurde in der Bergstation angetrieben, wo es über eine Umlenkrolle lief. Die Wagen wurden von der Firma Bloomsburg geliefert und hatten eine Plattform von 18 Fuß (rund 5,5 Meter) Breite und gut zwölf Metern Länge. Auf dem flachen Holzboden war auf einer Seite ein Wagenkasten ähnlich einem Straßenbahnwagen aufmontiert, der etwa 100 Fahrgästen Platz bot. Die andere Seite war ohne Aufbau und konnte zwei kleine Straßenfahrzeuge (PKWs oder Kutschen) aufnehmen. Die Straßenfahrzeuge konnten den Wagen nur an der Tal- und Bergstation verlassen. Der Halt an der Gregory Avenue stand nur den Fahrgästen zur Verfügung. Aufgrund der großen Breite der Wagen wählte man die ungewöhnliche Spurweite von acht Fuß (2438 mm). Ende 1895 musste die Gesellschaft Konkurs anmelden, da die Einnahmen die Erwartungen nicht erfüllen konnten.
Am 6. Dezember 1895 gründete Spottiswoode die Orange Mountain Traction Company, die die Bahn übernahm. Inzwischen war 1895 die Straßenbahn West Orange–South Orange eröffnet worden, die an der Talstation der Bergbahn hielt, wodurch eine Fahrverbindung zum übrigen Verkehrsnetz entstand. An der Bergstation wurde 1896 ein Park und ein Teich angelegt, der Cable Lake, dessen Name noch heute an die Standseilbahn erinnert. Dennoch musste im November 1896 der Betrieb eingestellt werden. Am 8. Januar 1899 verkaufte Spottiswoode die Bahn, die am 9. April des Jahres ihren Betrieb wieder aufnahm. Im Herbst 1902 musste die Bahngesellschaft jedoch erneut Konkurs anmelden und die Standseilbahn wurde endgültig stillgelegt.

## Erste Straßenbahn
Die Gesellschaft wurde 1906 unter demselben Namen neu aufgestellt und beabsichtigte nun, die Standseilbahn in eine normalspurige Straßenbahn mit Oberleitung umzubauen. George Spottiswoode und Frank Brewer waren die Hauptaktionäre. Die Bahnen sollten über bestehende Gleise der Straßenbahn West Orange–South Orange, deren Präsident Frank Brewer war, bis zum Bahnhof West Orange der Erie Railroad fahren. Die Gleise der Standseilbahn wurden auf Normalspur umgebaut. Im Juni 1906 kaufte die Gesellschaft zwei gebrauchte Straßenbahnwagen (Nr. 101 und 102) von der United Electric Company, die die Straßenbahnen von Newark und Jersey City betrieb. Um die Bahnen am steilsten Abschnitt oberhalb der Gregory Avenue zu sichern, sollten sie dort in ein Kabel einklinken, das ein Zurückrollen verhindern sollte. Die Bahnen fuhren am 24. Juni zu einer Probefahrt nacheinander von der Talstation ab, zuerst Wagen 102, dahinter folgte Wagen 101, der an der Valley Road zunächst wartete. Wagen 102 fuhr weiter bergauf. Das an Bord befindliche Personal entschied, dass die Bahn auch ohne das Seil auskommen müsste und unterließ das Einklinken in das Seil. Die Motorleistung reichte jedoch nicht und der Wagen kam zum Stehen. Die Bremsen konnten den Wagen auf der steilen Strecke jedoch ebenfalls nicht halten, sodass er nahezu ungebremst rückwärts rollte und an der Valley Road auf den haltenden Wagen 101 aufprallte. Beide Wagen erlitten Totalschaden und die Bahn wurde daraufhin stillgelegt.

## Zweite Straßenbahn
Am 16. Juli 1906, nur wenige Wochen nach dem Unfall, gründete Frank Brewer die Orange Mountain Railway Company. Sie pachtete die bisherige Bahn, baute aber eine völlig neue, nun eingleisige, Strecke unter künstlicher Längenentwicklung, sodass sie ohne Probleme im Adhäsionsbetrieb befahren werden konnte. Die Bahn begann an der Talstation, verlief aber nicht auf der alten Trasse, sondern zunächst parallel zur Straßenbahn West Orange–South Orange. Sie bog zwischen Orange Heights Avenue und Walker Road ab und verlief bergwärts. Das kleine zweigleisige Depot der Bahn befand sich hier in Höhe der Oxford Terrace. In diese Straße bog die Bahn nun ein und kurz darauf auf die alte Trasse der Standseilbahn, auf der sie bis kurz vor die Belgrade Terrace verlief. Die neue Trasse bog dann in Richtung Norden ab und vollzog eine 180-Grad-Kurve. Sie überquerte die hier in einem Einschnitt verlaufende Standseilbahntrasse über eine Brücke. In Höhe des Winding Way besaß die Strecke im weiteren Verlauf drei Spitzkehren. Sie passierte die alte Bergstation und verlief weiter über die West Road und Northfield Road. Die Endstelle lag an der St Cloud Avenue. 1908 ging die neue Straßenbahn in Betrieb. Sie wurde alle 30 Minuten bei einer Fahrzeit von 18 Minuten befahren. Zwei Wagen waren hierfür nötig, die wie bei der Standseilbahn die Nummern 1 und 2 erhielten. Die Streckenlänge betrug 2,5 Kilometer. Gefahren wurde mit einer Betriebsspannung von 550 Volt Gleichstrom.
Nur wenige Jahre nach der Eröffnung wurde der unrentable Cable Lake Park geschlossen. Heute befindet sich hier der Golfplatz des Rock Spring Club. Dividenden konnten nicht gezahlt werden und letztlich auch die Stromrechnung nicht mehr, sodass am 14. Juni 1914 die Stromzufuhr durch die Public Service Electric and Gas Company unterbrochen wurde. Der Betrieb musste daraufhin eingestellt werden und wurde nicht wieder aufgenommen. Während des Ersten Weltkriegs wurden die Anlagen abgebaut und verschrottet. Über den Verbleib der beiden Triebwagen ist nichts bekannt. Das Depot wurde später abgerissen.